# Grekiska fastlandet
Grekiska fastlandet (grekiska Στερεα Ελλαδα, Sterea Ellada) är en av Greklands 13 administrativa regioner. Regionen är uppdelat i de fem prefekturerna Euboia, Evritania, Fokis, Fthiotis och Boiotien. Grekiska fastlandet, som historiskt även omfattat Attika och norra delen av Västra Grekland, har fått sitt namn av att området utgjorde fastlandsdelen (exklusive halvön Peloponnesos, men inklusive ön Euboia) av det självständiga Grekland före 1884.